# Palaumysis bahamensis
Palaumysis bahamensis is een aasgarnalensoort uit de familie van de Mysidae. De wetenschappelijke naam van de soort is voor het eerst geldig gepubliceerd in 2002 door Pesce & Iliffe.